# Cima Dorlier
La cima Dorlier è una montagna di 2.757 m s.l.m. delle Alpi del Monginevro, nelle Alpi Cozie. È situata nella città metropolitana di Torino.

## Descrizione

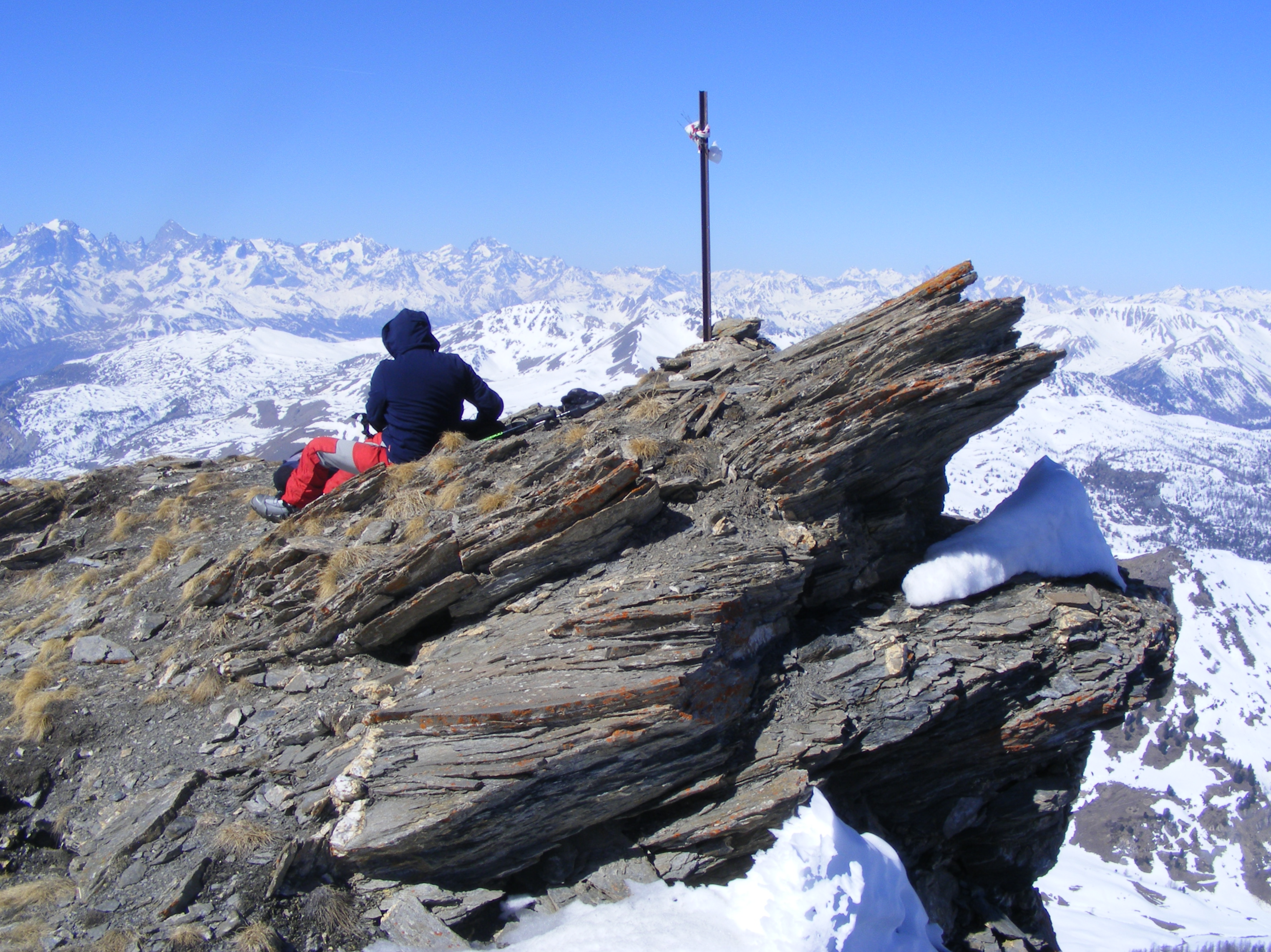
La cima della montagna

La montagna costituisce il principale rilievo del costolone che, staccandosi dalla catena principale alpina nei pressi della Cima Dormillouse, divide il solco principale della Val Thuras (valle laterale della Val di Susa) dal vallone laterale del torrente Chabaud, ad ovest della cima. Amministrativamente ricade nel comune di Cesana Torinese.

## Accesso alla vetta

### Salita estiva

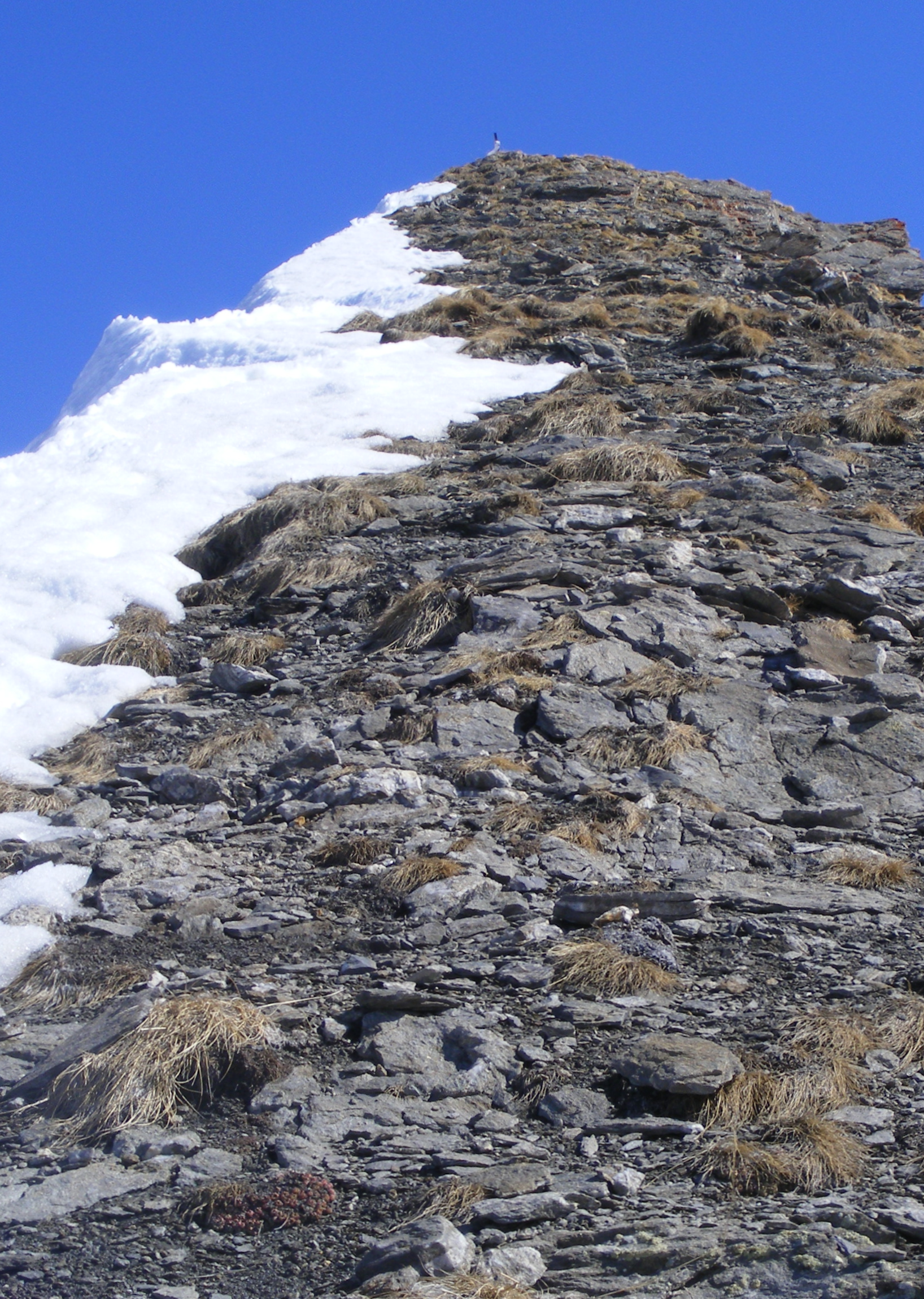
La cresta sud.

La salita da Rhuilles, in comune di Cesana, passando per il vicino Monte Giassez, è valutata di difficoltà EE.

### Salita invernale
La montagna rappresenta una meta scialpinistica adatta a Buoni Sciatori (BS).

## Cartografia
- Cartografia ufficiale italiana dell'Istituto Geografico Militare (IGM) in scala 1:25.000 e 1:100.000, consultabile on line
- Istituto Geografico Centrale - Carta dei sentieri e dei rifugi scala 1:50.000 n. 1 Valli di Susa Chisone e Germanasca